# Лисандар
Лисандар (грч. Λύσανδρος, до 395. п. н. е.) је био спартански војсковођа најпознатији по победи над Атињанима у бици код Егоспотама 405. п. н. е.  Захвљујући тој победи присилио је 404. п. н. е. Атину да капитулира у Пелопонеском рату. Успоставио је олигархијску власт у Атини познату као Тридесеторица тирана. По окончању Пелопонескога рата учвршћивао је спартанску хегемонију успостављајући олигархије и спартанске гарнизоне у бившим члановима Делскога савеза. Подржао је и потпалио спартанску инвазију Мале Азије, а увукао је Спарту и у Коринтски рат 395. п. н. е.

## Порекло и морал
За Лисандровог оца Аристоклеита се каже да је потомак Хераклеа, иако није био члан краљевске породице. Лисандар је одгајан у сиромаштву и као и сви Спартанци био је послушан, дисциплинован и отпоран на задовољства, осим оних која припадају успешним и поштованим. Било је то једино задовољство, које се дозвољавало младима у Спарти. Желели су да се деца боје прекора, а да су жељни похвала. Током целог свог живота Лисандар је жудио за славом. Био је изгледа природно превише сервилан људима од моћи и утицаја и био је спреман да издржи арогантни ауторитет само да би он добио оно шта жели. Иако никад није примао мито и рођен је у сиромаштву ипак је земљу испунио богатством и жељом за богатством. Након рата са Атином донео је доста злата и сребра, а да себи није узео ни драхму. Пошто се и у Спарти почело ценити богатство, Спарту више нису ценили као раније у време њена презира према богатству.

## Преузима заповедништво
Пелопонески рат се одвијао неко време, а након катастрофе на Сицилији (413. п. н. е.) очекивало се да ће Атина изгубити контролу на мору и да ће одустати од рата. Међутим када се Алкибијада вратио из егзила обновио је атинску поморску надмоћ. Спартанци су били преплашени, па су послали Лисандра да преузме заповедништво над морнарицом 408. п. н. е. Почетком 407. п. н. е. дошао је у Ефез са 70 бродова, а радило се о спартанским и рођанским бродовима. Када је дошао у Ефез затекао је грчи град наклоњен Спарти, али економски заостао и са многим преузетим персијским обичајима. Лисандар је у Ефезу оформио логор и сав је транспорт преусмерио преко Ефез, а основао је и бродоградилиште за ратне бродове. Његовим заслугама град је економски оживео.

## Познанство са Киром Млађим
Лисандар је брзо показао своје завидно дипломатско умеће. Када је сазнао да је краљев син Кир Млађи дошао у Сард (као сатрап место Тисаферна) отишао је код њега да оптужи Тисаферна. Тисаферн је дотад помагао Спартанцима против Атињана, али Алкибијад га је наговорио да слаби пелопонеску флоту, па им је Тисаферн смањио финансирање. Кир је био задовољан да је нашао некога ко ће да оптужи Тисаферна, па је због тога решио да помогне Лисандра. Лисандар је замолио Кира да му да новца да повећа плату пелопонеских морнара са три обола на четири обола. Кир му је дао 10.000 дарика. Убрзо Атињани су веома тешко могли да унајме нове морнаре, јер су многи слободни морнари прелазили у спартанску флоту због веће плате. Ипак Лисандар се није усудио да започне поморску битку, јер се плашио Алкибијада, који је имао и више бродова и дотад је увек побеђивао.

## Победа над атинском флотом
Када је Алкибијад са Самоса отишао у Фокеју, Антиоха је оставио на челу флоте код Нотијума близу Ефеза са инструкцијама да не започиње битку. Антиох је са неколико бродова пркосио Лисандру и ругао му се. Лисандар се разјарио па је најпре послао неколико тровесларки (трирема) за њим, а када су Атињани послали појачање својим бродовима Лисандар је покренуо целу флоту и победио је. Била је то битка код Нотијума 406. п. н. е. Заробио је 15 атинских трирема. Када је дошао Алкибијад неуспешно је покушао да изазове Лисандра у нови поморски бој. Иако је то била мала битка утицала је на судбину Алкибијада. Атињани су сменули Алкибијада као команданта, који је онда отишао на Херсонез. Лисандар је позвао веома смеле и поуздане људе из разних градова и наговорио их да стварају у својим градовима политичке клубове и да се пријављују за државне послове, тако да када падне атинско царство они ће моћи да се ослободе демократских управа по својим градовима па ће они постати врховна власт. Сви они су се привезали за Лисандра, очекујући много, ако он остане на власти. Касније када је (406. п. н. е.) дошао други спартански адмирал Каликратида они су жалили за Лисандром.

## Долазак Каликратиде и битка код Аргинуских острва
Када је дошао Каликратида Лисандар је остатак новца вратио у Сард, а Каликратиди је рекао да оде у Сард да тражи новац. Каликратида није донео новац из Спарте, а није могао ни градове натерати на присилно плаћање, тако да је једино могао да иде да тражи новац од Персијанаца. Лисандрове присталице су Каликратиди правили препреке свих врста и од Спарте су тражили да пошаље искуснога команданта. Каликратида је отишао у Сард, али Кир Млађи је одбијао да га прими. Каликратида је погинуо у поморској бици код Аргинуских острва (406. п. н. е.).

## Поново је заповедник флоте
Затим су спартански савезници отишли у Спарту и тражили су да Лисандар поново буде командант. И Кир Млађи је то исто тражио од Спарте. Пошто су Спартанци имали закон који забрањује да неко два пута буде адмирал, послали су извесног Арака да формално буде адмирал, а Лисандра су послали као вицеадмирала (405. п. н. е.). Он је само формално био вицеадмирал, а заправо је имао главну власт. Онима који су од Лисандра захтевали да Хераклови потомци не воде рат преваром он би одговорио да тамо где не може стићи лавља кожа мора се закрпити лисичјом. Он је својим пријатељима у Милету обећао помоћ у збацивању демокрације и протеривању противника, али они су се предомислили и помирили са противницима. Лисандар се претварао да је задовољан, али тајно их је псовао и подстицао да опет крену. Када је почела побуна, он је ушао у град и онда је укорио прве заверенике на које је наишао, као да ће их казнити, а народу се обратио и рекао им да се не боје јер је он сада са њима. Он је заправо желео да не побегну вође народне странке, тако да остану у граду, да буду убијени. Ко год му је поверовао страдао је.

## Лисандрове офанзивне акције против Атињана
Кир Млађи је позвао Лисандра у Сард и дао му је много новца. Уз помоћ тога новца Лисандар је обновио флоту, која је била преполовљена након битке код Аргинуских острва. Када је Кира позвао његов отац персијски цар Дарије II Кир је Лисандру дао да по малоазијским градовима и целој сатрапији скупља данак уместо њега. Имао је поверење у Лисандра, да новац неће користити за властито богаћење. Лисандру је доделио данак од градова и дао му да влада место њега. Препоручио му је да не започиње битку са Атињанима ако нема нумеричку предност. Обећао му је много бродова из Феникије и Киликије. Пошто Лисандар није могао мировати он је побунио нека острва против Атине и прегазио Егину и Саламину. Искрцао се у Атици, где је срео Агиса. После тога отишао је на Хелеспонт, где је напао Лампсак са мора, а Торакс је сарађивао са копненим снагама, па су заузели град и дали војсци да га опљачка. У то време стигла је атинска флота од 180 тровесларки у Елеј на Херсонезу, а када су сазнали за пад Лампсака, упутили су се за Сест, па за Егоспотами. Атињане је предводило неколико генерала, а један од њих био је Филокле, који је наговарао народ да изгласају да се ратним заробљеницима одсеца десни палац, па би и даље могли да веслају, али не би могли да бацају копље.

## Битка код Егоспотама
Очекивало се да ће доћи до поморске битке. Лисандар је наредио својим морнарима да се ујутро укрцају на бродове као да ће доћи до битке. Атињани би испловили и изазвали га на битку. Међутим, Лисандар би држао бродове у поретку и није излазио да се сукоби са непријатељима. Кад би Атињани отпловили натраг тада би послао неколико бродова да извиде и кад би било јављено да се непријатељ искрцао Лисандар би се исто искрцао. То се понављало три дана. Четврти дан су се Атињани охрабрили, верујући да се непријатељ боји. Алкибијад је живео у оближњем Херсонезу и он је укорио атинске генерале јер су логор поставили на лошем и чак опасном месту на отвореној плажи. Друга примедба је била да добијају снабдевање из удаљеног Сеста уместо да се налазе у Сесту. Нису га послушали. Пети дан Атињани су опет отишли до Спартанаца и натраг. Лисандар је послао извиђачке бродове и рекао им да чим се Атињани искрцају да се одмах пуним веслима враћају, а када буду на пола пута натраг да тада на прамац поставе бронзани штит, што ће бити сигнал за напад. За то време спартански бродови су чекали повратак извиђачког брода, а када је извиђачки брод дао сигнал сви спартански бродови су кренули.
Атињани су се искрцали из својих бродова и разишли су се около, неки на пијацу, неки под шатор. Конон је био први који је угледао спартанску флоту која се приближава њиховим празним бродовима. Он је успео да умакне са осам бродова и наставио је до Евагоре на Кипру. Остали бродови су били или празни или је посада тек стизала ненаоружана, па су изгинули. Лисандар је тада заробио 3.000 Атињана заједно са три генерала и заробио је целу флоту осим једне галије и Кононових осам бродова. Када су опљачкали непријатељски логор вратио се у Лампсак са заробљеним бродовима.
Лисандар је тако у једном дану окончао Пелопонески рат, који је трајао јако дуго.
Специјални савет спартанских савезника осудио је 3.000 атинских заробљеника на смрт. После тога Лисандар је долазио до разних градова и поручио је да ће побити све Атињане, који се нађу ван Атине. Лисандар је укинуо демократије и друге облике власти у све градове који су били под влашћу Атине и поставио је Спартанца као гувернера и 10 архонта, који су бирани према вољи Спартанаца.

## Капитулација Атине
Лисандар се кретао у Спарту са 200 бродова. У Атици се срео са краљевима Паусанијем и Агисом II. Покушавали су да заузму Атину. Пошто Лисандар није одмах успео отишао је у Азију и ту је укидао демократије и успостављао олигархије. Побио је многе грађане, а многе је и протерао. Када је Лисандар заузео Сест одлучио је да расели становништво и да град преда својим важним морнарима, али Лакадемоњани су Сест ипак вратили његовим грађанима. Вратио је Егину, Мелос и Скион њиховим грађанима, које је Атина протерала. У опкољеној Атини многи су умирали од глади, па су се Атињани предали. Ефори су тражили да се сруше дуги зидови и Пиреј, да Атињани напусте све друге градове и да се држе Атике.

## Успостава олигархије у Атини, Тридесеторица тирана
Лисандар је узео Атињанима целу флоту оставивши им само дванаест бродова. Почео је да подузима мере да промени облик атинског устава, тј да укине демократију. Кад су Атињани почели да се противе Лисандар им је указао да нису испоштовали споразум да сруше атинске бедеме. Пошто су прекршили споразум Лисандар је дао савезницима да одлуче о њиховој судбини. Поједини писци кажу да је он заправо питао савезнике да ли да се цели град прода у робље. Тебанац Еријант је предлагао да се уништи Атина. Ипак већина је сматрала да је окрутно да униште толико познат и славан град. Атињани су на све пристали, па је Лисандар тражио флаутисте у граду. Срушио је зидове и запалио бродове, све уз звуке флауте, а савезници су се сакупили и прослављали као почетак своје слободе. Успоставио је олигархију, тј. Тридесторицу тирана, а у Пиреју власт десеторице. Гарнизон је сместио на акропољ. Спаратнац Калибије је постављен за гувернера.

## Лисандар шаље новац у Спарту
Након тога Лисандар је отпутовао у Тракију. Оно новца, што је остало, те разне дарове и круне све је то послао у Спарту по Гилипу. Гилип је рашио одоздо вреће, извукао себи много сребра и онда опет зашио вреће. Када је дошао у Спарту покрадено је ставио испод црепова, а вреће је предао ефорима и показао им печате, који су стајали на врећама. Гилип није знао да је у врећама све било пребројано и да је било написано што која врећа садржи. Када су ефори пребројали новац и погледали списак видели су велику разлику. То их је узнемирило све док им Гилипов слуга није открио истину помоћу загонетке да много сова спава под цреповима. Већина новца је на себи имало сову, симбол Атине.

## Спартанци су новац сматрали опасним искушењем
Гилип је тако својим ранијим бриљантним успесима додао срамотно дело и отишао је срамотно из Спарте. Најмудрији Спартанци су се бојали моћи новца, јер може довести у искушење и вође, па су укорили Лисандра што га је донео и преклињали су ефоре да све злато и сребро склоне ван земље, јер је то увозна пропаст. Ефори су сазвали саветовање о том питању. Флогида је саветовао да Спартанци не примају ни златан ни сребрн новац, него да наставе да користе традиционални гвозден новац. Лисандрови пријатељи су се противили тој мери и инсистирали су да златан новац остане у Спарти. Одлучено је да се новац може користити само за потребе државе, а да се приватно поседовање злата кажњава смрћу. Од плена Лисандар је дао да се направи у Делфију бронзана статуа њега и сваког његовог адмирала, као и златне звезде Диоскура. Лисандар је у то време постао моћнији него било који Грк пре њега. Био је први Грк, коме су подизани олтари и жртвовало му се као богу.

## Лисандар је многе градове предао окрутним олигарсима
Код Лисандра није било више умерености. било у наградама или казнама. Пријатеље и савезнике је награђивао неодговорним правом власти над градовима. Једина казна, која га је задовољавала била је смрт. Није се задовољвао егзилом. Тако је у Милету дао олигарсима да убију 800 народних вођа. У градовима није само он наређивао да се убију они, које он мрзи, него је допуштао да се убију сви они које су његови пријатељи мрзили.

## Жалбе, Лисандров пад и смена његових људи
Док су се други жалили на Лисандра Спартанци на се на то нису обазирали. Када је сатрап Фарнабаз послао изасланство у Спарту и жалио се ефорима да Лисандар пљачка његову територију, онда су се ефори наљутили. Осветили су се на Лисандровоим пријатељу Тораксу, код кога су нашли новац у приватном поседу, па су га осудили на смрт. Одмах су и Лисандру послали поруку да се врати кући. Лисандар је добио поруку од ефора и био је узнемирен. Отишао је код Фарнабаза и молио је Фарнабаза да напише друго писмо ефорима и да порекне своје прво писмо као погрешно написано и да негира притужбе на Лисандра. Фарнабаз је обећао да ће му учинити услугу и отворено је пред Лисандром написао писмо по Лисандровој жељи, али при печаћењу је заменио то писмо другим писмом, у коме је стајала истина о Лисандровим поступцима. Лисандар је са тим писмом отишао ефорима уверен да нема више притужби на њега. Међутим ефори су прочитали писмо и показали му га. Неколико дана касније рекао је ефорима да се обавезао да ће отићи у Амонов храм у Либији да обави жртву боговима. Већина верује да се он заправо бојао ефора, а да му је одлазак у храм само био изговор. Када су га ефори једва пустили и он отишао краљеви Спарте су схватили да су градови били потпуно под његовом влашћу и да је он био господар Грчке. Због тога су свуда сменили његове пријатеље, укинули Лисандрове олигарије и вратили народима њихов стари облик власти.

## Побуна у Атини против олигарха
Трасибул је заједно са прогнаним Атињанима најпре заузео Филу, а онда је напао Пиреј и заузео Мунихију. Сукобио се са Тридесеторицом тирана и у том сукобу је погинуо главни вођа Тридесторице Критија. Тридесторица су тада побегли у Елеусину, Трасибул је владао у Пиреју а нова Десеторица олигарха у Атини. Лисандар се због тога вратио и наговорио Лакадемоњане да помогну олигархије. Зато су Тридесторици послали 100 таланата и Лисандра као генерала. Ипак краљеви су били љубоморни на њега и бојали су се да му пусте да други пут заузме Атину, па су зато одлучили да један краљ иде са њим. Паусанија II је ишао, тобоже у име тирана и против народа, а заправо да заустави рат и не дозволи да Лисандар буде поново господар Атине. Паусанија II измирио је две стране и омогућио је понову успоставу демократије у Атини. Проглашена је амнестија за све сем за Тридесеторицу тирана. Тај поступак означавао је прекид са Лисандровим обликом империјализма уз помоћ уских олигархија. По повратку у Спарту Паусанијеви политички непријатељи одлучили су да га оптуже и да му суде. Сматрали су га кривим, јер се повукао из Атине, иако је могао да победи. Пола герузије га је прогласило кривим, али друга половина и ефори су гласали да није крив. Тај догађај означио је пад Лисандровога престижа у Спарти, па је он одлучио да се накратко склони и отишао је у дипломатску мисију у Сиракузу.

## Лисандар помаже Агесилаја
Када је умро краљ Агис II (399. п. н. е.) остао је иза њега брат Агесилај II и наводни син Леотихида. Лисандар је био раније Агесилајев љубавник и наговорио га је да тражи да буде краљ. За Леотихида се веровало да је Алкибијадов син, а не Агисов. Агис је био одсутан, тако да по рачунању времена Леотихнид није требало да је његов син. Међутим на самртничкој постељи Агис је прихватио да му Леотихида буде син. Агесилај је уз Лисандрову подршку ипак проглашен краљем. Лисандар је желео да наговори Агесилаја II да пошаље експедицију у Азију. Потицао је код Агесилаја наде о освајању Персије. Осим тога Лисандар је писао својим пријатељима да моле Спартанце да им пошаљу Агесилаја као генерала за рат против Персијанаца.

## Свађа са Агесилајем
Агесилај II је са собом повео Лисандра као главног од тридесет саветника. Сматрао је Лисандра највећим пријатељем. Када су дошли у Азију људи су познавали само Лисандра и само су се њему обраћали, као да Агесилај не постоји. Краљ као да је само имао титулу, а сва власт је била код Лисандра, па је Агесилај због тога почео да поставља разне препреке Лисандру. Лисандрови пријатељи су почели да губе разне спорове, а спречавао је и да остваре било какву корист. Касније је Лисандра поставио на неки веома низак положај, па је Лисандар тражио да га не вређа, него да му даде положај где му неће сметати. Агесилај II је онда послао Лисандра као амбасадора у Хелеспонт. Ту је Лисандар наговорио Персијанца Сфиридата да се побуни против Фарнабаза. Краљу више Лисандар није био потребан, па се он вратио у Спарту. Био је не само љут на Агесилаја, него је и мрзио спартанско државно уређење и зато се одлучио да припреми револуционарни преврат.

## Лисандар припрема револуцију у Спарти
Хераклиди су се ујединили са Доранима и дошли на Пелопонез. Само две куће су именовале краљеве, а то су били Еурипонтиди и Агијади. Остали нису имали специјалне привилегије у власти због висока рода, него су част и утицај стицали према својим способностима. Када је Лисандар постао славан због својих дела сикирало га је да је Спарта ојачала захваљујући њему, а да Спартом владају други. Због тога је намеравао да измени политички поредак и да краљевска власт не припада само двема краљевским кућама него свим Хераклидима. Обавио је темељите припреме за преврат, а пошто му је за тај подухват била потребна храбра подршка, одлучио је да користи пророчанства, религиозни страх и наднаравне силе. Покушао је да потплати Питијску пророчицу, затим пророчицу у Додони, па свештенике Амонова храма. Посебну превару је Лисандар припремао са једном женом из Понта, која се представљала као Аполоново дете. Многи јој нису веровали, а када јој се родило дете Силен Лисандар је чуо за то. У Спарту је донео причу да постоји старо пророчанствио, које се држи у тајности и да се не може добити, а ни сазнати шта пише док не дође неко рођен од Аполона након много времена и даде чуварима доказ свога рођења и тај би добио те тајне таблице. Лисандар је све припремао да једнога дана дође Силен и тражи те таблице, а да онда Силен прочита пред бројним сведоцима пророчанства, а једно од њих би било да је у интересу Спарте да изабире краља међу својим најбољим грађанима.
Ипак када је Силен постао младић и све било спремно за превару, један од учесника преваре се повукао тако да је све пропало. О тој превари се сазнало тек након Лисандрове смрти.

## Коринтски рат
Лисандар је умро пре него што се Агесилај вратио из Азије. Пре тога Лисандар је увукао Грчку у Коринтски рат. Агресија Спарте 395. п. н. е. довела је до савеза Атине и Тебе против Спарте. Коринт и Арг су 394. п. н. е. ушли у савез, а цели рат је трајао до 387. п. н. е. и познат је као Коринтски рат. Једни сматрају да је Лисандар крив за рат, а други да су Тебанци.
Једни тврде да је персијски краљ потплатио Тебанце да започну рат против Спарте, а они су најпре напали Фокиду. С друге стране тврди се да је Лисандар био љут на Тебанце јер су тражили десетину ратног плена. Када је Лисандар одредио да ће убити сваког Атињана који се не врати у Атину Теба је донела уредбу да свако мора да прими Атињана, ако је у невољи и да ко то не учини да ће бити ухапшен и кажњен једним талентом. Ако неко носи оружје против атинских олигарха тада то Тебанци не треба да примећују. Када су Тразибул и његови саборци заузели Фил, они су кренули из Тебе, где су били наоружани. То су све биле оптужбе Лисандра против Тебе.

## Лисандрова погибија у бици код Халијарта
Лисандар је наговорио ефоре да нападну Тебу. Он је први кренуо (у Фокиди је прикупљао савезнике), а касније се прикључио краљ Паусанија са војском. План је био да Паусанија иде око планине Китерон и да одатле нападне Беотију, а да Лисандар иде кроз Фокиду и да се онда споје. Орхомен је добровољно пришао Лисандру, а Лебадеју је освојио. По куриру замолио је Паусанија да овај крене кроз Платеју, да би се састали код Халијарта. Курир који је носио писмо пао је у руке Тебанаца. Тебанци су зато дали Атињанима да чувају њихов град, а сами су стигли у Халијарт пре Лисандра. Део се распоредио у граду, а део је чекао ван града. Ту се 395. п. н. е. одиграла битка код Халијарта.
Лисандар је најпре чекао Паусанија на једном брду крај Халијарта, али како је дан пролазио није могао да буде неактиван, па је кренуо према зидинама града. Тебанци су се били утишали унутар града и чекали су да Лисандар дође. Лисандар није био свестан да је Халијарт добио помоћ и да се и у граду и ван града налази велика тебанска војска. Када је са претходницом пришао зидинама града они су нагло отворили капије и напали Лисандрову војску. Убили су Лисандра. Након тога тебанска војска која је чекала у позадини ван града изненада је напала из позадине и разбила Лисандрову војску, која је тада побегла у брда. Током те битке погинуло је око 1.000 Лисандрових војника. Пало је и 300 Тебанаца, када су покушали да прођу кроз планинске заседе.
Паусанија II је вест о несрећи чуо док је био на маршу од Платеје до Теспије. Он је онда дошао до Халијарта. Паусанијаје са Тебанцима склопио примирје, да би покупио мртвог Лисандра и остале. Чим су изашли из Беотије покопали су Лисандра на пријатељској земљи.

## Након смрти проналазе Лисандров устав
Када су Спартанци чули за такав Лисандров краљ позвали су краља на суђење, па је Паусанија II побегао у Тегеју, где је био до краја живота у Атинином светилишту. Кроз Лисандрове руке је пролазило огромно богатство, али он сам је био сиромашан.
После неког времена када је избио неки спор између Спарте и савезника било је нужно претражити по Лисандровим папирима. Због тога је Агесилај II отишао у његову кућу и ту је нашао књигу, која је садржавала говор о уставу, по коме би се сви Спартанци имали право да буду краљеви, а не само две породице. Агесилај је намераво да то објави, али један оибазрив човек, који је тада био ефор је саветовао да се то не објављује, јер је било јако уверљиво написано.